# Robert Roth
Robert Roth (ur. 5 lipca 1898, zm. 17 listopada 1959 w Nidau) – szwajcarski zapaśnik walczący w stylu wolnym. Złoty medalista olimpijski z Antwerpii 1920. Walczył w kategorii 82,5 kg.
- Turniej w Antwerpii 1920

Wygrał z Finem Jussi Salilą i Amerykaninami: Fredem Meyerem i Natem Pendletonem.
Jego bracia Fritz Roth i Hans Roth także byli zapaśnikami i olimpijczykami.